# Södersvik
Södersvik is een plaats in de gemeente Norrtälje in het landschap Uppland en de provincie Stockholms län in Zweden. De plaats heeft 260 inwoners (2005) en een oppervlakte van 95 hectare.